# Phygadeuon minutus
Phygadeuon minutus là một loài tò vò trong họ Ichneumonidae.